# جيمي هيوز
جيمي هيوز (بالإنجليزية: Jimmy Hughes)‏ (29 أغسطس 1909 في المملكة المتحدة - 1 يناير 1966) هو جندي ولاعب كرة قدم بريطاني في مركز مهاجم داخلي. لعب مع نادي هارتلبول يونايتد ونادي يورك سيتي.